# 대형주
대형주는 시가총액이 상대적으로 큰 주식을 말한다. 한국거래소에서는 업종별로 시가총액이 큰 대형주들을 구분하여 코스피200 등의 지수를 산출하는데 이용하고 있다. 이는 편의를 위한 종목 구분이다.

## 특징
대형주는 일반적으로 많은 자금을 운용하는 기관이나 외국인투자자들이 선호하는 주식이다. 기관투자자가 대형주를 선호하는 이유로는 첫째, 거래대금이 많으므로 거대한 자금을 운용하는 기관투자자가 거래할 때 기민하게 매매할 수 있고, 둘째로 이미 성장하여 안정된 기업들이므로 더이상의 성장이나 급등을 기대하기는 어렵지만 급락의 우려 또한 적다. 또한 규모의 경제나 산업에서의 확고한 지위 등을 확보한 기업들이기 때문에 안정성과 배당수익을 기대할 수 있다는 이유도 있다.
반면에 상대적으로 높은 주가와 낮은 수익률 때문에 개인투자자는 그다지 선호하지 않는 경향이 있다.

## 대한민국에서의 예시
- 삼성전자
- 현대자동차
- 두산중공업
- 아모레퍼시픽
- 한국전력

## 같이 보기
- 동전주
- 테마주
- 소형주
- 우량주
- 주식 투자
- 투자자

## 참고 문헌
- 대형주 거래대금 비중 30%로 추락…달러 약해지면 돌아올 듯, 전자신문 2015.07.16